# Ōendan
Ouendan (応援団?) significa literalmente "Cheer Party, equipo de apoyo", es la forma japonesa para denominar a un grupo de personas que hacen movimientos y gritos en apoyo a un equipo deportivo o artista, tradicionalmente llamados en España como animadores y en México como "porristas". 

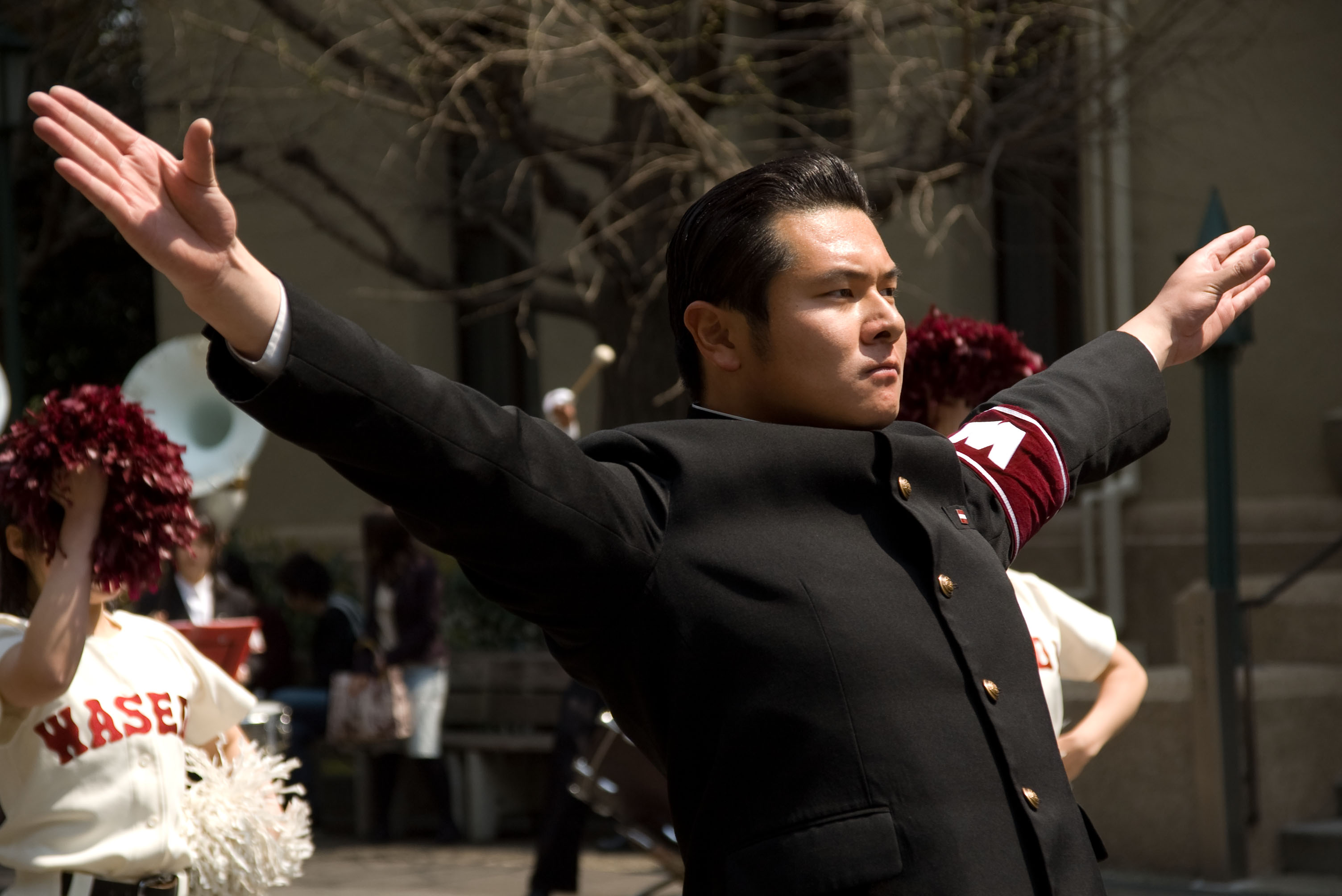
Un ōendan.

El Ouendan es realizado por mujeres o por hombres, en el caso de las mujeres aparecen en el formato de animadoras vestidas con falda corta plegada y usando pompones en las manos. En el caso de los hombres, aparecen con el uniforme escolar Gakuran y con una cinta en la cabeza mientras realizan movimientos rígidos sincronizados en donde involucran los brazos y piernas, generalmente sin pronunciar grito o sonido alguno.
Este esquema de apoyo ha sido popularizado por las series de Anime y más recientemente por el tradicional juego Osu! Tatakae! Ouendan para la plataforma Nintendo DS.

## Ouendan en la música Japonesa
Algunas veces confundido con el Wotagei, el Ouendan en los conciertos de artistas japoneses se caracteriza por ser la forma en que el público interviene apoyando a su artista, en la mayoría de los casos con gritos en forma de coro ("Ouen", de ahí el nombre de Ouendan) y con movimientos de brazos e incluso saltos.
Mientras que el Wotagei se asocia al público Wota u Otaku y a la música Idol o Seiyuu femenina, el Ouendan en cambio es mucho más general y se aplica a todo tipo de público, géneros de música y artistas japoneses, incluyendo JRock y Jpop no idol.
Sin embargo, el "Ouen" o gritos coordinados, es un movimiento de las rutinas Wotagei, por lo que su origen es completamente Idol femenino, razón por la cual en los años 80s y 90s a los Idol Okkake llamados actualmente Wotas se les llamaba también "equipos de Ouendan".